# Ново село (квартал на Априлци)
Вижте пояснителната страница за други значения на Ново село.
Ново село е квартал на град Априлци.

## История
Когато избухва Априлското
въстание на 1 май (стар стил, по нов е 20 април) в Ново село даскал Никола Дабев обявява Новоселска република. Три въстанически чети са на трите прохода до села Батошево, Ново село и Кръвеник. Републиката просъществувала само 9 дена.
На 9 май (по стар стил) 1876 г. башибозукът извършва клане и запалва Ново село. Първоначално голяма част от населението успява да се спаси като бяга в планината. Бежанците се добират до м. Табите, една част от тях тръгват към Русалийските гробища. Друга част се спуска по течението на р. Тъжа. Тях башибозукът ги пресреща в Пожар дере и в м. Смесите. Само малка част успяват да се спасят в Калофер.
При избухването на Балканската война в 1912 година човек от Ново село е доброволец в Македоно-одринското опълчение.
В 1971 година към Ново село е присъединена Касалийска махала. През 1976 година Ново село се слива със селата Зла река, Острец и Видима при създаването на град Априлци.